# Léon Chestov
Léon Issaakovitch Chestov (en russe : Лев Исаакович Шестов), né Yehuda Leyb Schwarzmann (russe : Иегуда Лейб Шварцман) le 31 janvier 1866 (12 février dans le calendrier grégorien) à Kiev (aujourd'hui Ukraine) et mort le 20 novembre 1938 à Paris 16e, est un avocat, écrivain et philosophe.
Il étudie la philosophie rationaliste de la tradition grecque et influence, dès 1933, Albert Camus, notamment dans Le Mythe de Sisyphe et Caligula.

## Biographie
Chestov naît dans une famille juive de commerçants manufacturiers en tissus. Son père, Isaak Moisseïevitch Schwarzmann, forte personnalité, autoritaire, est très respecté et bon connaisseur de la tradition juive et de la littérature hébraïque.

### Études
Chestov fait ses études secondaires à Kiev, puis à la faculté de physique-mathématiques de l'université de Moscou (1884). À la suite d'un conflit avec les autorités, il abandonne ses études scientifiques pour le droit, qu'il étudie à l'université de Kiev. En 1889, la censure refuse la soutenance de sa thèse de doctorat, consacrée à la législation ouvrière, au contenu qualifié de « révolutionnaire », ce qui lui ferme l’obtention de son doctorat en droit. Malgré tout, la faculté de Kiev l'accepte et son nom apparaît sur la liste des avocats de Saint-Pétersbourg.
Après son service militaire (1890), il effectue un stage au sein d'un cabinet d'avocats de Moscou, tout en gérant l'entreprise paternelle sauvée de la faillite en 1891. Il commence une liaison clandestine avec une employée de confession orthodoxe, Aniouta Listopadova, qui lui donne un fils, Sergueï Listopadov, né en 1892, qu'il ne reconnaît pas.
Il fréquente les cercles littéraires de Kiev et de Moscou.
Il prend la direction de la manufacture familiale de 1908 jusqu'à son exil en 1919. Malgré la contrainte que représente la gestion de cette entreprise, il abandonne le droit et se tourne vers l'écriture et la philosophie.

### Débuts philosophiques
Dès 1895, paraissent, non signés, ses premiers textes littéraires et philosophiques : « Le Problème de la conscience (à propos de Vladimir Soloviev) » et « Georg Brandes sur Hamlet ». C'est aussi l'année d'une crise morale et d'une dépression nerveuse. L'année suivante, il part en Suisse à Genève pour s'y soigner, travaillant à son premier livre, Shakespeare et son critique Brandès, qui paraît en 1898, à Saint-Pétersbourg chez A. Mendeleïevitch, à compte d'auteur et sous le pseudonyme de Lev Chestov. Le livre passe quasiment inaperçu.
Il séjourne aussi près de Vienne, à Carlsbad, à Berlin, au Tréport, à Paris, à Munich. À Rome où il s'installe un temps, il rencontre une étudiante en médecine, Anna Eléazarovna Berezovskaïa, qu'il épouse en 1897, à l’insu de ses parents. De cette union naissent ses enfants : Tatiana (1897) et Nathalie (1900).

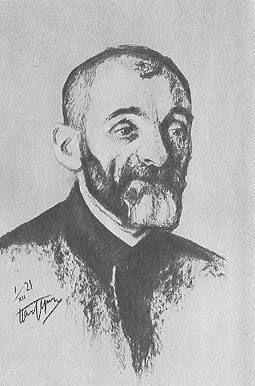
Portrait de Léon Chestov par Leonid Pasternak, 1910.

Il effectue des retours réguliers en Russie pour participer à partir de 1899 aux réunions de diverses sociétés littéraires et de philosophie religieuses à Saint-Pétersbourg, Moscou ou Kiev et gérer l'entreprise jusqu'en 1914. Il rencontre et se lie avec Berdiaev, Boulgakov, A. Lazarev, G. Tchelpanov ainsi que Mejerovski, Rozanov, Z. Vengerova et Remizov avec qui il correspondra toute sa vie.
En 1905, « L'Apothéose du déracinement » lui vaut dans diverses revues de nombreux articles de I. Eihenvald, Berdiaev, Remizov et Rozanov.
En 1908, l'entreprise familiale est transformée en société. Il en prend la direction, mais se réserve plus de temps pour son travail personnel. À l'automne paraissent « Les Commencements et les Fins », un recueil d'articles parus en revues entre 1905 et 1907. Il s'installe à Fribourg-en-Brisgau en Allemagne.
Le 2 mars 1910, il rend visite à Tolstoï à Iasnaïa Poliana. Il s'installe en Suisse à Coppet, villa des Saules, où il demeure jusqu'en juillet 1914. Il travaille à des études sur la philosophie grecque, les mystiques, Luther et des théologiens allemands spécialistes de Luther, Harnack et Denifle. Ce travail aboutit à une première version de Sola Fide (« la foi seule ») qui lui est confisquée à la douane, à son retour en Russie en juillet 1914. Il s'installe à Moscou et commence à rédiger Le Pouvoir des clefs (Potestas Clavium), où il reprend nombre de thèmes abordés dans Sola Fide. En février 1915, il est élu membre de la Société de Psychologie de Moscou qui est un centre d'études religieuses.
En 1917, pendant la Révolution d'Octobre, il ne partage pas l'enthousiasme général ; son fils Sergueï Listopadov meurt au combat.
En 1918, il quitte Moscou pour Kiev où il loge chez sa sœur, Sophie Balachovskaïa. L'année suivante, il rédige la version définitive du Pouvoir des clefs (Potestas Clavium) qui ne sera publiée, à Berlin, qu'en 1923. À l'automne, il se rend avec sa famille à Yalta, cherchant le moyen de se rendre en Suisse.

### L’exil parisien

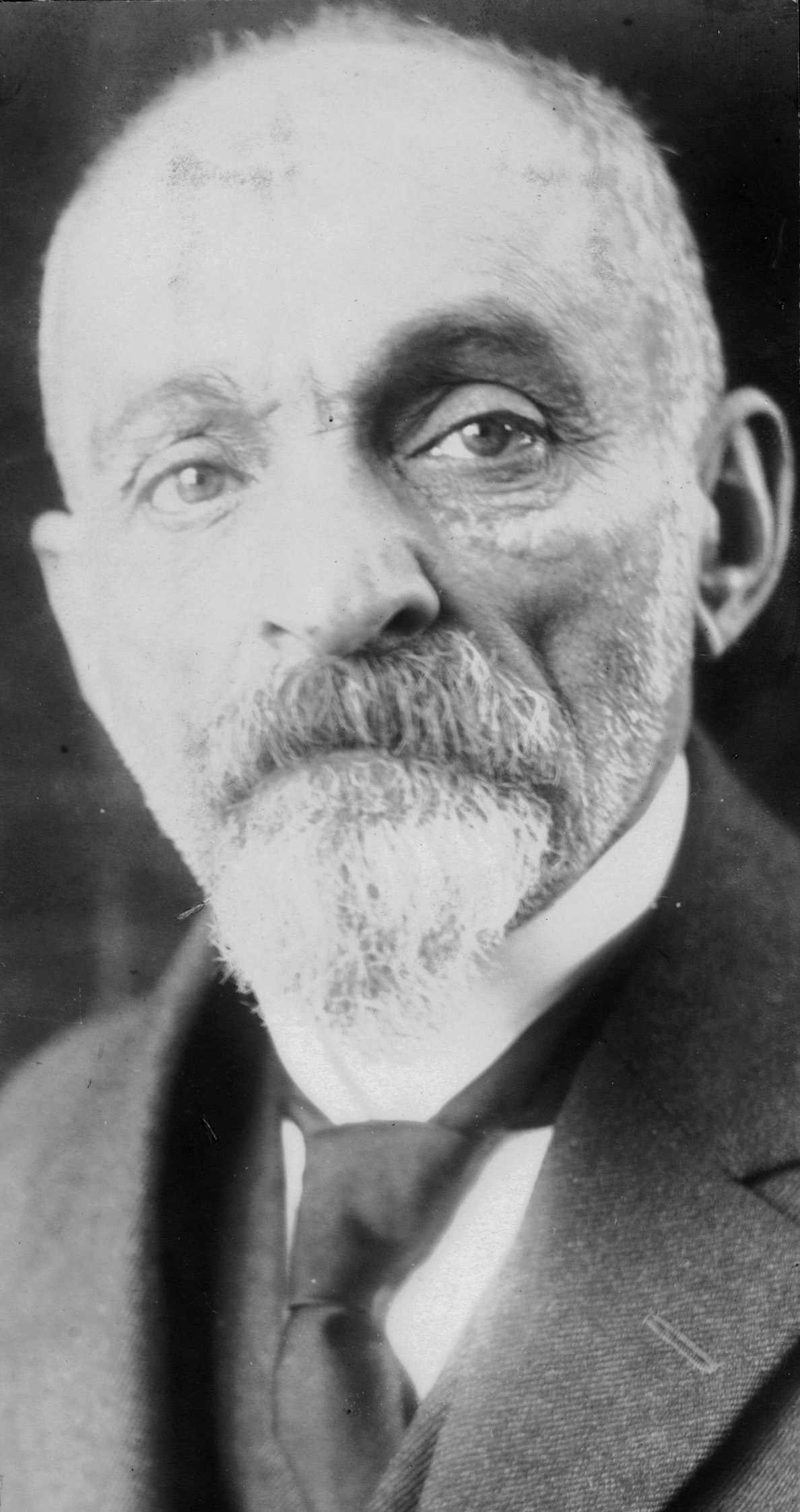
Léon Chestov photographié par Pierre Choumoff, années 1920.

En janvier 1920, Chestov obtient des places sur un bateau en partance pour Constantinople, puis gagne Gênes, puis Paris et enfin Genève où il est hébergé par sa sœur, Madame Lowtzky. En avril 1921, il s'installe à Clamart puis à Paris, dans le 15e arrondissement, rejoignant la communauté russe émigrée.
Le peintre Savely Sorine fait son portrait, actuellement conservé au Metropolitan Museum of Art à New York.
En 1922, il publie "Dostoïevski et la lutte contre les évidences", dans le numéro de février de La Nouvelle Revue française, traduit par Boris de Schlœzer, ami de l'auteur, accompagné d'un article d'André Gide et un article de Jacques Rivière, ainsi que des textes de Dostoïevski. À la fin de l'année au Mercure de France, Boris de Schloezer publie un essai intitulé Un penseur russe : Léon Chestov. Schloezer fera énormément pour la réception du philosophe en France. Chestov rencontre André Gide, devient professeur à la Faculté de lettres russes de l'Université de Paris (Institut d'Études slaves), où il dispense des cours de philosophie religieuse. C'est là que le jeune Georges Bataille, bibliothécaire à la Bibliothèque nationale de France, et qui n'est pas encore devenu écrivain, le rencontre en 1923 ; Chestov l'initie à la lecture de Dostoïevski, Pascal, Platon, Nietzsche. Bataille, qui le fréquente jusqu'en 1925, a alors le projet, avorté, d'une étude sur son œuvre ; mais il collabore à la traduction d'un livre de Chestov, L'Idée de Bien chez Tolstoï et Nietzsche, philosophie et prédication, qui paraît en 1925 aux Éditions du Siècle. À la même époque, un des articles de Chestov sur Descartes et Spinoza (au Mercure de France), et son essai intitulé La Nuit de Gethsémani (chez Grasset) sont publiés en français, et reçoivent un accueil élogieux. Il rencontre aussi Benjamin Fondane, qui devient vite un ami proche et son disciple, lequel contribue à faire connaître sa pensée en France. Il collabore à des revues, notamment dès 1926 à la Revue philosophique que dirige le professeur Lucien Lévy-Bruhl.
Le Pouvoir des clefs (Potestas Clavium) est traduit en allemand dès 1923. Chestov se rend à Berlin, puis à Halle, ainsi qu'à Prague et Cracovie. En 1928, à l'occasion d'un séminaire à Amsterdam, il rencontre le philosophe Husserl qu'il revoit régulièrement jusqu'en 1933, soit à Fribourg, chez lui, soit à Paris où Husserl a été invité plusieurs fois. Husserl fait découvrir le philosophe danois Søren Kierkegaard, son « double intellectuel ».
En Allemagne, la même année, il rencontre aussi Heidegger et Max Scheler. On pense que l'essai de Heidegger intitulé Qu'est-ce que la métaphysique ? (1929) est inspiré des conversations qu'avaient eues les deux hommes.
En 1930, ses filles se marient et il déménage à Boulogne-Billancourt, où il vivra jusqu'à sa mort.
C'est en mai 1932 qu'il termine la rédaction de Dans le taureau de Phalaris [В Фаларийском быке] dont les derniers chapitres sont entièrement consacrés à Kierkegaard, suivi de son Kierkegaard et la philosophie existentielle, achevé en 1935, mais écrit en 1930 ou 1931, ouvrage fondamental dans la philosophie existentielle chrétienne.
Il découvre la Palestine en 1936 à l'occasion d'une tournée de conférences et participe à des émissions de radio portant sur l’œuvre de Dostoïevski et Kierkegaard à Radio-Paris en 1937.
Il meurt le 20 novembre 1938 à la clinique Boileau et est enterré le surlendemain, au nouveau cimetière Pierre-Grenier à Boulogne-Billancourt.

## Philosophie

### Critique de la raison
D'après le philosophe  russe Nicolas Lossky, c'est son idéal irréalisable d'une connaissance « supra-logique » absolue qui est la source de l'antirationalisme manifesté par Chestov dans toute son œuvre. Dès L'apothéose du déracinement, ouvrage publié en 1905, Chestov promeut, dans une perspective sceptique radicale, une attitude « qui refuse de se construire une vision du monde », rejette les valeurs communément admises ainsi que les « palais de cristal » auxquels rêvent ceux qui croient au progrès de la raison. Dans Athènes et Jérusalem, ouvrage rédigé dans les années 1930 durant la dernière période de sa vie, Chestov oppose la pensée rationnelle, qui remonte à la philosophie grecque, et l'irrationnelle appréhension biblique du monde qui dément le principe même de contradiction. La religion est en effet pour lui un mystère insaisissable par la logique. Il faut se lancer dans ce mystère, quitter la « terre ferme » des connaissances rationnelles pour s'aventurer dans l'« abîme » (Bespotchvennost) de l'inconnu, et retrouver ainsi la « liberté créatrice » d'avant la chute originelle. La Chute, selon Chestov, a consisté précisément dans le fait de renoncer à la liberté, en obéissant aux principes éternels de la raison, à l'arbre de la connaissance, donc à la nécessité.
La pensée de Léon Chestov s'apparente à la misologie selon Daniel Epstein. D'après Alexandre Papadopoulo, son antirationalisme va jusqu'à prendre un aspect « pathologique ». L'idée que deux fois deux font quatre ou qu'un événement du passé ait définitivement eu lieu constitue en effet pour Chestov le « mur » auquel se heurte la liberté et qu'il faut détruire, car l'évidence rationnelle nous prive de notre liberté pour nous soumettre à sa nécessité. Chestov critique vigoureusement en ce sens les méthodes de la science, mais aussi l'éthique rationnelle et la théologie. La liberté créatrice implique chez lui le refus systématique de la raison et l'acceptation sans condition du mystère. L'irrationalité de la liberté créatrice et le mystère de l'individu ne lui paraissent d'ailleurs pas suffisants comme remparts contre la raison et ses évidences contraignantes. Il faut s'appuyer, contre le rationalisme, sur une puissance plus grande : la religion, la foi en un mystère surnaturel que seule la révélation biblique permet d'approcher. La foi est devenue pour Chestov « une nouvelle dimension de la pensée, ouvrant la voie vers le Créateur », « un grand et même le plus grand des dons de Dieu, que l'on ne peut comparer avec rien d'autre ».

### Citations
Une lettre à ses filles – Genève, le 13.04.1921 :

« […] Et maintenant au sujet de mon article, il s’agit ici de la révélation de la mort. Tolstoï a écrit d’abord « Guerre et paix », ensuite « Maître et Serviteur », « La Mort d'Ivan Ilitch » et d’autres récits. Il ne faut pas l’oublier. C’est-à-dire qu’il ne faut pas penser que la révélation procède uniquement de la mort. La mort est le plus grand mystère et la plus grande énigme : ce n’est pas sans motif qu’elle a inspiré tant de philosophes, d’artistes et de saints. Mais non moindres sont le mystère et l’énigme de la vie. Et, au fond, seul celui qui est passé par la vie peut comprendre ou plus exactement approcher le mystère de la mort. Si Tolstoï n’avait pas écrit Guerre et Paix, il n’aurait pas écrit non plus ses dernières œuvres. Notre raison est dirigée par la nature vers « l’action », et il n’est nullement nécessaire de mépriser l’action. Seul peut se livrer à une inaction non oisive, celui qui auparavant a su agir. Aussi serait-ce une grande erreur de déduire des « révélations de la mort » des règles de vie. L’essentiel, précisément, consiste à ne pas déduire. C’est-à-dire à savoir prendre la vie dans sa totalité avec toutes ses inconciliables contradictions. Ivan Ilitch à l’heure de la mort juge sévèrement sa vie antérieure, mais cela ne signifie pas que cette vie ne valait absolument rien. Lorsque l’enfant grandit, il n’est plus attiré par le sein de sa mère, mais il ne serait pas naturel, si, dès le premier jour, il le repoussait. Lorsque nous montons un escalier nous tournons le dos à la marche inférieure en passant à la marche supérieure, mais auparavant la marche inférieure était devant nous.
Il ne faut pas oublier cela – autrement on obtiendra exactement le contraire de ce que l’on aurait voulu obtenir : c’est-à-dire au lieu d’un savoir complet, vivant, un savoir tronqué, abstrait. Ceci arrivait parfois à Tolstoï, lorsque dans ses ouvrages soi-disant « philosophiques », il s’efforçait de montrer la vie comme procédant d’un seul principe qu’il appelait « le bien ». Ceci n’est pas juste. C’est-à-dire que les hommes ne savent pas dans leur langage humain unifier tout ce qu’ils vivent et ressentent de façon que cela puisse s’exprimer par un seul mot ou une seule conception. C’est un grand art, un art difficile, que de savoir se garder de l’exclusivisme vers lequel nous sommes inconsciemment entraînés par notre langage et même par notre pensée éduquée par le langage. C’est pourquoi on ne peut se limiter à un seul écrivain. Il faut toujours se garder les yeux ouverts. Il y a la mort et ses horreurs. Il y a la vie et ses beautés. Souvenez-vous de ce que nous avons vus à Athènes, souvenez-vous de la Méditerranée, de ce que vous avez vu lors de nos excursions en montagne, ou encore au musée du Louvre. La beauté est aussi source de révélation. Et même la révélation de la mort n’est finalement que la recherche, au-delà des horreurs apparentes de la décomposition et de la fin, des principes d’une nouvelle beauté. Il est vrai que souvent l’écrivain est si profondément plongé dans l’inquiétude de l’être qu’il ne réussit pas, même dans ses meilleures œuvres, à épuiser tout ce qu’il y a à dire ou à voir. Mais chez Tolstoï, tout comme chez Platon et Plotin, la pensée de la mort s’accompagnait d’un sentiment particulier, d’une espèce de conscience de ce que, tandis que devant eux surgissait l’horreur, des ailes leur poussaient dans le dos. Probablement quelque chose de semblable se passe-t-il avec la chrysalide lorsqu’elle se met à ronger son cocon. Elle le ronge parce qu’il lui pousse des ailes. Aussi ni les œuvres de Tolstoï, ni celle de Platon ou de Plotin ne doivent être interprétées comme un appel à oublier la vie. Bien sûr quelqu’un se trouvant dans l’état d’Ivan Ilitch juge beaucoup de choses différemment des autres. Mais il ne se détourne pas de la vie. Je dirais plutôt qu’il apprend à apprécier bien des choses qui auparavant lui étaient indifférentes.
Auparavant les cartes et le confort lui semblaient être le summum de ce que l’on pouvait atteindre, l’avancement dans ses fonctions et la possession d’un appartement, semblable à ceux de « tous », l’idéal de sa situation dans le « monde ». Il n’apercevait ni le soleil, ni le ciel, il ne voyait rien dans la vie, bien qu’il eût tout devant les yeux. Et lorsque arriva la mort, il comprit subitement qu’il n’avait rien vu, comme si dans la vie rien n’existait en dehors des cartes, de l’avancement et du confort. Tout ce qu’il avait pu voir de vrai, il l’avait vu durant son enfance, sa jeunesse, puis l’avait oublié, employant toutes ses forces uniquement à ne pas être lui-même, mais à être comme « tout le monde ». Aussi la révélation de la mort n’est pas une négation de la vie, mais, au contraire, plutôt une affirmation – mais une affirmation d’autre chose que de cet habituel remue-ménage de souris par lequel se laissent prendre les hommes. »

## Œuvres publiées

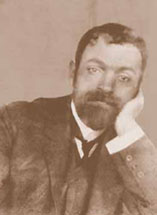
Léon Chestov.

Les archives Léon Chestov sont conservées à la Bibliothèque de la Sorbonne et contiennent une grande partie d'inédits.
- Shakespeare et son critique Brandès [Šekspir i ego kritik Brandès], Saint-Pétersbourg, 1898, 1911
- L'Idée de bien chez Tolstoï et Nietzsche (Philosophie et Prédication) [Dobro v ucenii gr. Tolstogo i F. Nitše (filosofiâ i propoved')], Saint-Pétersbourg, Revue Русское богатство, n°Février-mars 1900 ; Paris, Éditions du siècle, introduction de Jules de Gaultier, traduction T. Beresovski-Chestov et Georges Bataille, 1925 ; rééd. Paris, Éd. Vrin, 1949 et 2000  (ISBN 2711601390)[14]
- Les Révélations de la mort : Dostoïevski et Tolstoï (trad. Boris de Schloezer), Paris, Plon, coll. « Cheminements », 1923 (réimpr. 1958), 210 p. (OCLC 2991657, lire en ligne [PDF])
- Sur les confins de la vie. (Apothéose du déracinement) [Apoféoz bespočvennosti (Opyt adogmatičeskogo myšleniâ)], Saint-Pétersbourg, 1905 ; rééd. Paris, 1927
- Le Pouvoir des clefs (« Potestas clavium ») (écrit en 1915), Berlin, Ed. Skify, 1923, traduction Boris de Schloezer 1928, Paris, Flammarion 1967, précédé de Rencontres avec Léon Chestov par Benjamin Fondane ;  rééd. Éd. Le Bruit du temps, 2010  (ISBN 2358730203)
- Qu'est-ce que le bolchevisme ?, Éd. Otto Elsner Verlagsgesellschaft, 1920, rééd. Le Bruit du temps, 2015 (édition suivie de Les Oiseaux de feu et de Les Menaces des barbares d’aujourd’hui)
- La Nuit de Gethsémani : Essai sur la philosophie de Pascal (trad. M. Exempliarsky), Paris, Bernard Grasset, coll. « Les Cahiers Verts » (no 23), 1923, 161 p. (OCLC 4385261, lire en ligne)Réédition Éditions de l'éclat, Paris, 2012  (ISBN 2841622886)
- La Philosophie de la tragédie, Dostoïevski et Nietzsche (Éd. J. Schiffrin, Éditions de la Pléiade, 1926), traduction et préface Lecture de Chestov par Boris de Schlœzer, Flammarion, 1966, 359 p. ; réédition Le Bruit du temps, 2012  (ISBN 2358730432)
- Sur la balance de Job. Pérégrinations à travers les âmes [Na vesah Iova (Stranstvovaniâ po dusam)], Paris, 1929 ; Introduction : lettre de l’auteur à ses filles, traduction Boris de Schloezer, Plon, 1958, 361 p. ; rééd. Flammarion, 1971, 1992)  (ISBN 2080605097) ; puis Éd. Le Bruit du Temps, 2016  (ISBN 9 782358 730976)
- Pages choisies (Anthologie), Paris, Éd. Gallimard, 1931, traduction Boris de Schloezer.
- Témoin à charge, Paris, Denoël et Steele, 1936
- Kierkegaard et la philosophie existentielle, 1936
- Athènes et Jérusalem, essai de philosophie religieuse, 1938

### Publications posthumes

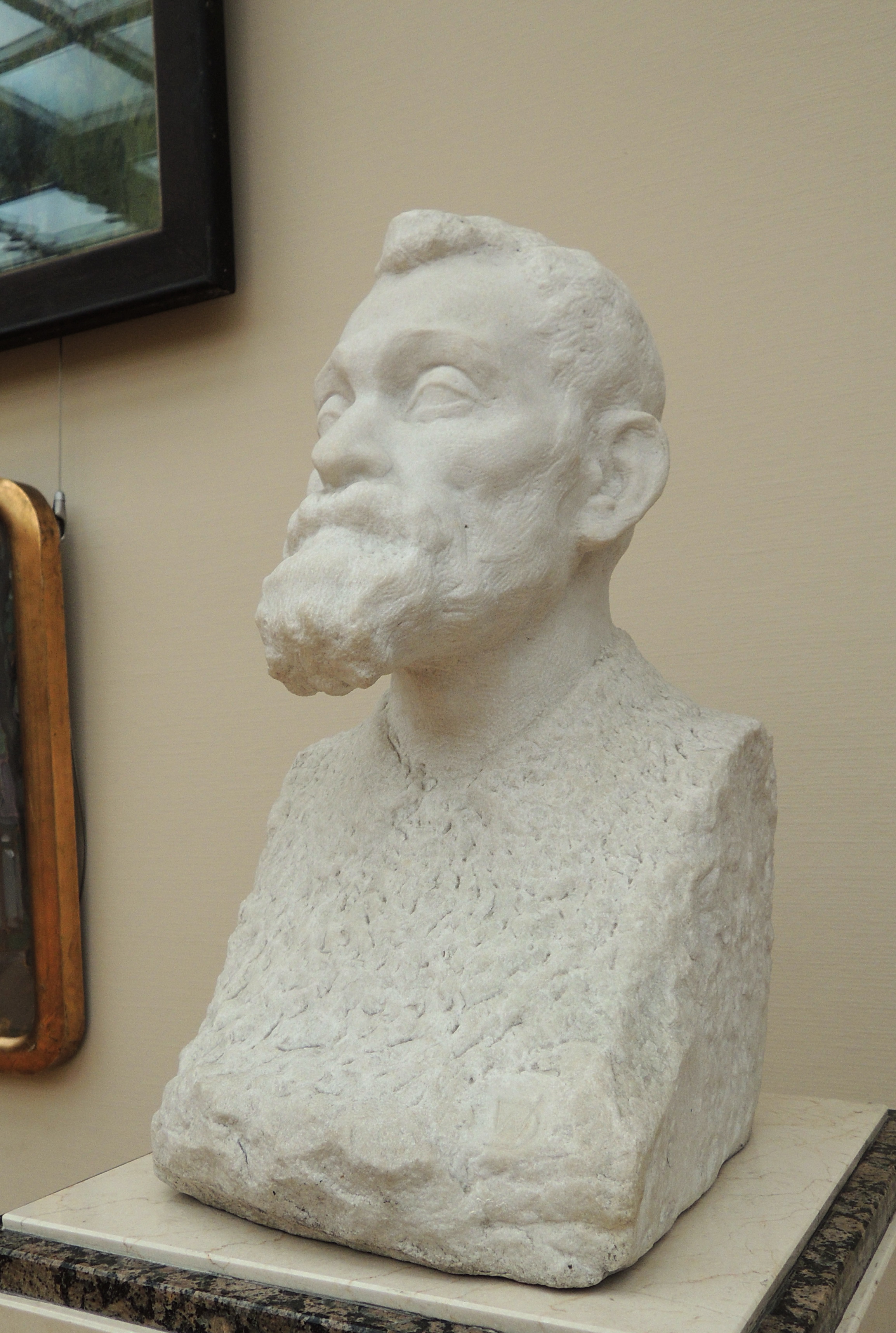
Lev Shestov par, 1917

- Lev Shestov par Vladimir Nikolaevich Domogatsky (ru), 1917Kierkegaard et la philosophie existentielle (« Vox clamantis in deserto ») [Kirkegard i èkzistencial'naâ filosofiâ (Glas vopiûĉego v pustyne)], traduction T. Rageot et Boris de Schloezer, Paris, Éd. Vrin, 1939 et 1948 ; rééd. 1998  (ISBN 2711601404)
- Léon Chestov (trad. Boris de Schlœzer, préf. Ramona Fotiade, postface Yves Bonnefoy, L'Obstination de Chestov), Athènes et Jérusalem : Un essai de philosophie religieuse [« Afiny i Ierusalim »], Paris, Le Bruit du Temps, 2011 (réimpr. Flammarion 1967, Aubier 1992) (1re éd. 1938), 570 p. (ISBN 9782358-730358)
- Sola Fide : Luther et l'Église [Tol'ko veroû. Greceskaâ i srednvekovaâ filosofia. Lûter i cerkov'] (trad. Sophie Seve), Paris, Presses universitaires de France, 1956, 153 p. (OCLC 401444774, lire en ligne [PDF])
- Spéculation et Révélation [Oumozrenie i Otkrovenie (Religioznaâ filosofiâ Vladimira Solov'ëva i drugie stat'i)], Recueil d'articles, Préface de Nicolas Berdiaev, Traduction Sylvie Luneau, Genève, Éd. L'Âge d'Homme, coll. « Slavica », 1964 ; puis 1982, 1990  (ISBN 2825122335)
- L'Homme pris au piège. Pouchkine, Tolstoï, Tchekhov, traduction Sylvie Luneau et Boris de Schloezer, Paris, Union générale d'éditions, coll. « 10/18 », 1966 ; rééd. Lausanne, Éditions l'Âge d'Homme, coll. « Archipel slave », 2011  (ISBN 2825140562) ; rééd. Paris, Christian Bourgois, coll. « Titres » no 199, 2018  (ISBN 978-2-267-03065-5)
- Les Grandes Veilles (1911), traduction Sylvie Luneau et Nathalie Stretovitch, Lausanne, Éd. L'Âge d'Homme, coll. « Slavica », 1986 ; puis 1990  (ISBN 2825122327)
- Les Commencements et les Fins (1908), traduction Boris de Schloezer et Sylvie Luneau, Lausanne, Éd. L'Âge d'Homme, 1987 ; puis 1990  (ISBN 2825122319)
- Tourgueniev (1982), traduction Maxime Lamiroy, Bruxelles, Éd. Lamiroy, coll. « Kniga », 2019   (ISBN 978-2-87595-211-0)

### Articles parus en France
- Léon Chestov, « Qu'est-ce-que le bolchévisme ? », Mercure de France, Paris, vol. 142,‎ 1920 (ISSN 1149-0292, lire sur Wikisource) L'article est publié en même temps en Allemagne. Réédition de « Qu'est-ce-que le bolchévisme ? », suivi de "Les oiseaux de feu et de Les menaces des barbares d'aujourd'hui", 2015, Éd. Le Bruit du temps, Coll. Poche,  (ISBN 2358730890) (OCLC 929900097)
- Léon Chestov, « Le Dépassement des évidences », Nouvelle Revue Française, février 1922.
- Léon Chestov, « Les favoris et les déshérités de l'histoire. Descartes et Spinoza », Mercure de France, Paris, vol. 164, no 600,‎ 15 juin 1923, p. 640–674 (ISSN 1149-0292, OCLC 879022609, lire en ligne).
- « Dernier salut. À la mémoire de Jacques Rivière », Nouvelle Revue Française no 139, avril 1925, p. 674-678.
- Léon Chestov, « Qu'est-ce que la vérité ? (Ontologie et Éthique) », Revue philosophique de la France et de l'étranger, Paris, vol. 103, nos 1 et 2,‎ janvier-février 1927, p. 36–74 (ISSN 0035-3833, OCLC 5543136373, lire en ligne).
- « Spéculation et prophétie », Palestine, no 4, avril 1929, p. 150-159 ; no 5, mai 1929, p. 206-213 ; no 6, juin 1929, p. 257-266 ; no 7 & 8 juillet-août 1929, p. 19-29 ; 3 septembre 1929, p. 130-145.
- « Des sources des vérités métaphysiques », Revue philosophique de la France et de l'étranger, Paris, vol. 110, nos 3 et 4, juillet-août 1930, p. 13–82 (27, p. 36–74 (lire en ligne).
- Léon Chestov, « Richard Kroner : revue de Von Kant bis Hegel Bd. I, Bd. II) », Revue philosophique de la France et de l'étranger, Paris, vol. 111, nos 3 et 4,‎ mars-avril 1931, p. 299–304 (ISSN 0035-3833, OCLC 5543116682, lire en ligne).
- Léon Chestov, "La seconde dimension de la pensée", La Nouvelle Revue Française , no 228, septembre 1932, p. 344-356[15].
- Léon Chestov, « Dans le taureau de Phalaris (Le savoir et la liberté) », Revue philosophique de la France et de l'étranger, Paris, vol. 115, nos 1 et 2,‎ janvier-février 1933, p. 18–60 et 252–308 (ISSN 0035-3833, OCLC 5543146426, lire en ligne).
- Léon Chestov, « Martin Buber : Un mystique juif de langue allemande », Revue philosophique de la France et de l'étranger, Paris, vol. 116, nos 11 et 12,‎ novembre-décembre 1933, p. 430–442 (ISSN 0035-3833, OCLC 67176677, lire en ligne).
- « Job ou Hegel ? À propos de la philosophie existentielle de Kierkegaard », La Nouvelle Revue Française, no 240, mai 1935, p. 755-762.
- « Kierkegaard et Dostoïevsky. Les voix qui clament dans le désert », Les Cahiers du Sud, no 181, mars 1936, p. 170-200.
- « Le mythe et la vérité. À propos du livre de L. Lévy-Bruhl - La mythologie primitive », Philosophia, III, no 1, 1938, p. 60-71.

### Radiophonie
- « L'œuvre de Dostoïevski », Les Cahiers de Radio-Paris, no 5, 15 mai 1937, p. 449–475.
- « Søren Kierkegaard, philosophe religieux », Les Cahiers de Radio-Paris, no 12, 15 décembre 1937, p. 1214–1242.

### Sur sa vie
- Nathalie Baranoff-Chestov, Vie de Léon Chestov, t. 1 – L'Homme du souterrain 1866-1929, trad. du russe par Blanche Bronstein-Vinaver, Préface de B. Chouraqui, Éd. La Différence, Coll. « Vers la Seconde Alliance », 1991  (ISBN 2-7291-0724-X).
- Nathalie Baranoff Chestov, Vie de Léon Chestov, t. 2, Éd. La Différence, 1993  (ISBN 2729108777).
- Nicolas Cavaillès, Chestov & Schwarzmann, Black Herald Press, 2019[16]  (ISBN 9782919582228).

### Études
- Benjamin Fondane, Rencontres avec Chestov, texte annoté par Nathalie Baranoff et Michel Carassou, Éd. Plasma, 1982 ; Éd. Arcane 17, 1996  (ISBN 2866960033).
- Aron Steinberg, Mes amis des années de jeunesse [Друзия моих ранник лет], conversations avec Léon Chestov.
- Nathalie Baranoff, Bibliographie des œuvres de Léon Chestov, 1975.
- Nathalie Baranoff, Bibliographie des études sur Léon Chestov, Institut d'études slaves, 1978. - VIII-62-5 p. ; 25 cm. - (Bibliothèque russe de l'IES : série Écrivains russes en France ; 36/2.)  (ISBN 2-7204-0132-3)
- André Désilets, Léon Chestov, Québec, Éditions du Beffroi, 1984  (ISBN 2920449044).
- Léon Chestov, revue Europe, no 960, avril 2009.
- Geneviève Piron, Léon Chestov, philosophe du déracinement, Éditions L'Âge d'Homme, 2010  (ISBN 978-2-8251-3976-9); Les chemins de la philosophie acecv Mme Piron& Géraldine Mosna-Savoye.
- Andrius Valevicius, « Celui qui édifie et détruit des mondes. Léon Chestov et le postmodernisme après une lecture de Tolstoï », Cahiers de l'immigration russe, no 3, Paris, Institut d'études slaves, 1996.
- (en) Ramona Fotiade, Conceptions of the Absurd. From Surrealism to Chestov's and Fondane's Existential Thought, Oxford, European Humanities Research Centre, Legenda, 2001.
- Maxime Lamiroy, Chestov, la lutte contre l'idéalisme, Belgique, Éditions Lamiroy, février 2016  (ISBN 978-2-87595-055-0)
- Ramona Fotiade & Françoise Schwab (dir) : Léon Chestov, Vladimir Jankélévitch : du tragique à l'ineffable, 2016, Éditions Universitaires Européenne,  (ISBN 6131564809)
- Ramona Fotiade(coll.): Léon Chestov (1866-1938) : La pensée du dehors.; 2016, Éd.: Le Bruit du temps,  (ISBN 2358731005)

### Articles
- Article « Léon Chestov », par Marie-Madeleine Davy, dans l'Universalis.
- Article « Léon Chestov », par V.L. Kourabstev, dans Mikhaïl Masline (dir.) (trad. F. Lessourd), Dictionnaire de la philosophie russe, Lausanne, L'Âge d'Homme, coll. « Slavica », 2010, 1007 p. (ISBN 978-2-8251-4024-6, OCLC 690354224), p. 125–126.
- L'improbable rencontre : raison et science en question chez Lev Chestov et Simone Weil, in Le Feu sur la terre. Mélanges Boris Bobrinskoy, Presses Saint-Serge, 2005  (ISBN 2-910535-11-8).